# Hallforest Castle
Hallforest Castle ist die Ruine eines Donjons etwa 2,5 km entfernt von Kintore in der schottischen Council Area Aberdeenshire. Der Donjon ist einer der ältesten in Schottland; er stammt aus dem 14. Jahrhundert.
Die Burgruine wird auch Castle of Hallforrest, Hall Forest Castle oder einfach Hallforrest genannt.

## Geschichte
Die Burg soll auf Geheiß von König Robert the Bruce als Jagdschloss errichtet worden sein. Es heißt, dass er sie an Robert II. Keith, den Vorgänger der Earls of Kintore, verlehnte. Maria Stuart besuchte Hallforest Castle 1562.
In den Kriegen des 17. Jahrhunderts wurde die Burg häufig angegriffen. Bald danach scheint sie aufgegeben worden zu sein, blieb aber weiterhin in Besitz der Earls of Kintore.

## Architektur
Hallforest Castle ist ein einfacher, rechteckiger Turm mit einem Grundriss von 14,6 × 11 Metern. Einst hatte er eine Brüstung und auf einem oberen Bogen lag vermutlich ein steinernes Dach. Er hatte zwei Gewölbe, geteilt durch Zwischengeschosse. Es scheint, dass der Eingang ins erste Zwischengeschoss führte. Im Erdgeschoss befinden sich kleine Schießscharten; dieses Geschoss könnte eine Tür für das Vieh gehabt haben.
Ursprünglich hatte die Burg sechs Geschosse; ihre Mauern waren 2,1 Meter dick. Auf der Südseite befinden sich Fenster. Für steinerne Treppen gibt es keine Beweise; man hat wohl Klappen und Leitern benutzt. Das Innere des Turms ist heute verfallen.
Nördlich des Donjons finden sich Spuren einer einstigen Einfriedungsmauer, nordwestlich Spuren eines möglichen Grabens.
Hallforest Castle ist als Scheduled Monument geschützt.